# Randy Newman
Randall Stuart Newman (født 28. november 1943 i Los Angeles, USA) er en sanger, sangskriver og pianist fra USA. I dag er Newman bedst kendt for sine sange til især en række Disney-Pixar-film herunder "You've Got a Friend in Me" til filmen Toy Story. Udover originale sange har han desuden komponeret musikken til Toy Story-filmene (1995–2019), A Bug's Life (1998), begge Monsters, Inc. (2001, 2013), den første og tredje Biler film (2006, 2017), Awakenings (1990), Meet the Parents (2000) og Marriage Story (2019). Han begyndte sin solokarriere i 1960'erne, og hans musikalske stil er blevet beskrevet som en blanding af pop og Rhythm and blues og rock.
Udover sin filmmusik er Randy Newman kendt for sine satiriske og undertiden stærkt kritiserede sange. I sangene spiller han ofte karakterer og på deres vegne nedgør eksempelvis lave mennesker i "Short People", udråbt slavehandlen som historiens første reklamebranche i "Sail Away", set ned på arbejderen i "Mr. President" og menneskeheden i sin helhed i "God's Song". I sangen "Rednecks" håner Newman på vegne af en racistisk amerikansk-sydstatskarakter både jøder og sorte, men selvom sangen er et fra Newmans side humoristisk forsøg på udstille den racistiske ideologi som ignorant og tåbelig, har han senere forklaret, at han stoppede med at spille den live under sine koncerter i USA's sydlige stater, da publikum uironisk sang med.
Randy Newman blev født i Los Angleles, Californien, flyttede som spæd til New Orleans, Louisiana, og tilbage igen til Los Angleles som dreng. Han læste komposition på University of California, Los Angeles men droppede ud, da han fik arbejde og begyndte sin karriere som fastansat sangskriver i et produktionsselskab.
Newman har været nomineret 22 gange til en Oscar i kategorierne Bedste originale musik og Bedste originale sang, og han har to gange vundet sidstnævnte kategori. Randy Newman kommer fra en musikalsk familie, hvor mange har komponeret især filmmusik, og han har derfor været medårsag til, at Newman-familien er den mest nominerede familie ved Oscar-uddelingerne med sammenlagt 95 nomineringer.

## Diskografi
- 12 Songs (1970)
- Live (1970)
- Sail away (1972)
- Good old boys (1974)
- Little criminals (1977)
- Born again (1979)
- Land of dreams (1988)
- Hele den pukkelryggede familie(film)soundtrack (1989)
- Pleasantville(film)soundtrack (1998)
- A bug's life(animationsfilm)soundtrack 2 (1998)
- A bug's life(animationsfilm)soundtrack (1998)
- Bad love (1999)
- Monsters Inc(animations-film)soundtrack (2002)
- Seabiscuit (film) soundtrack (2003)
- Cars (2006)
- Harps And Angels (2008)